# Prolil endopeptidase
A Prolil endopeptidase é uma enzima do sistema renina angiotensina aldosterona.

## Sinonímia
- EC 3.4.21.26 (NC-IUBMB)
- Prolil oligopeptidase
- Endoprolilpeptidase
- Enzima de clivagem pós-prolina
- Endopeptidase pós-prolina
- Prolina endopeptidase
- Endopeptidase prolina-específica